# Minipops 67
(Uno stralcio delle note di copertina del singolo, scritte in broken english)
minipops 67 [120.2] (conosciuto anche come minipops 67 [120.2][source field mix] e non ufficialmente the Manchester track) è un singolo del musicista di musica elettronica inglese Aphex Twin, pseudonimo di Richard David James, e traccia di apertura del sesto album in studio di quest'ultimo, Syro, del 2014.
Anche se pubblicata il 4 settembre 2014 dalla Warp Records come singolo scaricabile via Internet, la canzone era già stata eseguita dal vivo da James a Manchester sette anni prima. Di fatto è reperibile in alcuni bootlegs del concerto. Venne bene accolta dalla critica e venne mandata in onda per la prima volta dalla BBC Radio 1.

## Genesi e registrazione
minipops 67 [120.2] è una delle più vecchie composizioni fatte per Syro e Richard D James ricordò in un'intervista per the Fader di averla registrata nel 2007 o nel 2008. Il titolo si riferisce al Korg Mini Pops, uno degli strumenti dell'equipaggiamento usato da James durante le sessioni di registrazione dell'album.

## Pubblicazione e accoglienza
minipops 67 [120.2] venne mandata in onda, come già accennato, da Zane Lowe della BBC Radio 1 il 4 settembre 2014. Subito dopo venne resa disponibile dalla Warp in streaming sull'account ufficiale di Soundcloud e su quello del canale YouTube, accompagnato da una porzione delle note di copertina in broken english. Il singolo, che è il primo rilasciato da James sotto lo pseudonimo di Aphex Twin da Windowlicker del 1999, fu ufficialmente pubblicato in versione download digitale da numerosi siti rivenditori come Bleep.com, iTunes, Google Play e Amazon. La copertina, molto simile per genere a quella di Syro, fornisce dettagli e statistiche degli utenti del canale YouTube di Aphex Twin dal febbraio al settembre 2014.
Dalla sua pubblicazione, il pezzo ricevette una tiepida accoglienza dalla critica. Scrivendo per All Songs Considered della NPR, Otis Hart ne parò dicendo che si caratterizza del classico «tempo AFX» e che «i synth rimbalzano in modo irregolare ... I sospiri vocali distorti sono disorientanti, ma felici. Non c'è niente di speciale in esso, ma si attacca in qualche modo nella tua testa.» Il giornalista di Pitchfork Patric Fallon lo premiò come "Migliore nuova traccia" per il suo «minimalismo analogico», comparandolo anche alle precedenti pubblicazioni di Aphex come ai «synth meccanici e traslucidi di Selected Ambient Works» (1992), alle «astrazioni vocali» di Richard D James Album (1996) e alle "dissonanze eccitabili" di Drukqs (2001).
Daniel Krepps di Rolling Stone disse che la composizione è «melodica» e ha delle riminescenze del primo materiale ambient del musicista, notando anche che in questi 13 anni di pausa «il suo talento non si è offuscato». Chris DeVille di Stereogum la elogiò, affermando che ricorda «per il suo rimbalzo liquido Caribou e per i suoi alti scratch Burial, mentre le voci ricordano i rantoli alieni di Thom Yorke.» Consequence infine scrisse che in minipops 67 [120.2] «si trova Aphex Twin che è ritornato trionfalmente in forma.»

## Live
Richard D James eseguì minipops 67 [120.2] al Warehouse Project a Manchester, in Inghilterra il 7 dicembre 2007. Alcune registrazioni booleg di questa performance recano il titolo di the Manchester track, che è stato il titolo "non ufficiale" del brano fino alla sua inclusione in Syro.

## Tracce
Digital download
1. "minipops 67 [120.2]" [source field mix] – 4:47

## Classifiche
| Classifica (2014)         | Posizione massima |
| ------------------------- | ----------------- |
| Regno Unito (independent) | 32                |